# Vulkanen van het decennium

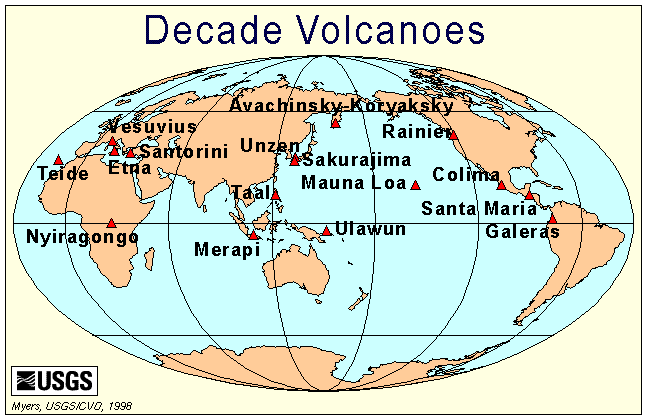
Wereldkaart met de zestien vulkanen

De vulkanen van het decennium (Engels: Decade Volcanoes) zijn zestien vulkanen die door de International Association of Volcanology and Chemistry of the Earth's Interior (IAVCEI) zijn benoemd. Ze zijn uitgekozen als relevant voor nadere studie, vanwege hun geschiedenis van heftige uitbarstingen en hun ligging in bevolkte gebieden.  
De vulkanen zijn geselecteerd in de jaren 1990, ter gelegenheid van het project 'Internationaal decennium ter verlichting van natuurrampen', van de Verenigde Naties. Dit project moet een beter inzicht geven in het gedrag en de gevaren van deze vulkanen. Voor selectie als een van de Vulkanen van het Decennium (1990-1999) moest een vulkaan aan de volgende voorwaarden voldoen:
- dicht bij een bevolkt gebied liggen
- meer dan één soort vulkanisch gevaar opleveren
- recent vulkanische activiteit hebben vertoond
- toegankelijk zijn (ook politiek) voor veldstudie.

## Doelstellingen
Het grootste doel is de belangrijkste sterke punten en zwakheden van risicomatiging te identificeren bij elke vulkaan. Een van de opgemerkte moeilijkheden in het verlichten van gevaren bij vulkanen, is dat geologen die de matigingsmaatregelen bepalen voldoende met elkaar moeten communiceren.

## De zestien vulkanen

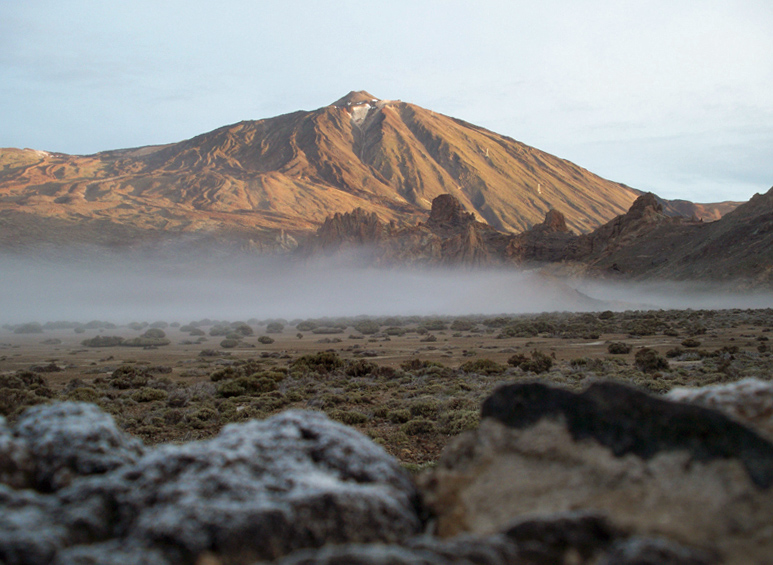
Teide, Tenerife (Spanje)

- Avatsja-Korjakski; Kamtsjatka, Rusland
- Colima; Jalisco en Colima, Mexico
- Etna; Sicilië, Italië
- Galeras; Nariño, Colombia
- Mauna Loa; Hawaï, Verenigde Staten
- Merapi; Midden-Java, Indonesië
- Nyiragongo; Congo-Kinshasa
- Mount Rainier; Washington, Verenigde Staten
- Sakurajima; prefectuur Kagoshima, Japan
- Santa Maria; Guatemala
- Santorini; Cycladen, Griekenland
- Taal; Luzon, Filipijnen
- El Teide; Tenerife, Canarische eilanden, Spanje
- Ulawun; Nieuw-Brittannië, Papoea-Nieuw-Guinea
- Unzen; prefectuur Nagasaki, Japan
- Vesuvius; Napels, Italië

## Financiering
De financiering van de Verenigde Naties voor de projecten van de Vulkanen van het Decennium bleek niet voor niets. De financiering is inmiddels gedeeltelijk naar een verscheidenheid van bronnen doorgestroomd. De Mexicaanse wetenschappelijke en burgerbeschermingsorganisaties financierden bijvoorbeeld het werk in Colima, hoofdzakelijk voor Mexicaanse wetenschappers maar ook voor een paar buitenlandse collega's. De belangrijke tweezijdige programma's (Frans-Indonesisch en Duits-Indonesisch) werden in werking gesteld bij de vulkaan Merapi. De Europese Unie verstrekte veel financiering aan de studies bij de Europese vulkanen. Een activiteit die niet is gefinancierd, omdat het niet toelaatbaar is in het kader van meeste nationale of tweezijdige financiering, is de uitwisseling van wetenschappers en burgerbeschermingsleiders tussen de diverse projecten van de Vulkanen van het Decennium van ontwikkelingslanden. Vaak kunnen de wetenschappers en de burgerbeschermingsleiders van ontwikkelingslanden beter op elkaars ervaringen vertrouwen, dan op de ervaring van tegenhangers van industrielanden. De burgerbeschermingsleiders die vulkanische crisissen hebben ervaren zijn doorgaans geloofwaardiger getuigen voor de lokale bevolking, dan lokale of bezoekende wetenschappers.

## Successen
Het programma van de Vulkanen van het Decennium behaalde al een aantal successen in het voorspellen van vulkanische gebeurtenissen en het verlichten van rampen. Een van de opmerkelijkste was de succesvolle afleidingsactie van een lavastroom bij de Etna in 1992. De stroom bedreigde de stad Zafferana Etnea. De wetenschappers en de burgerbeschermingsleiders probeerden om de hogere stroom in te dijken door grote betonblokken in een lavabuis te laten vallen die de stroom voedde.

## Problemen
Het onderzoek heeft bij een aantal vulkanen de veiligheidsrisico's voor nederzettingen in de buurt verminderd. Niettemin toonden uitbarstingen bij enkele Vulkanen van het Decennium de door het programma genoemde moeilijkheden aan. De uitbarstingen bij de Unzen, die kort voordat de vulkaan werd aangemerkt als een Vulkaan van het Decennium begonnen, werden zwaar gecontroleerd. Desondanks doodde een grote pyroclastische stroom 43 mensen, onder wie drie vulkanologen. Een ander probleem waar het programma zich van bewust is, is de burgerlijke onrust in de buurt van verscheidene vulkanen.
Avatsja · Colima · Etna · Galeras · Mauna Loa · Merapi · Nyiragongo · Mount Rainier · Sakurajima · Santa Maria · Santorini · Taal · El Teide · Ulawun · Unzen · Vesuvius